# Памфир
Памфир (укр. Памфір) — украинский художественный фильм 2022 года режиссёра Дмитрия Сухолиткого-Собчука. Мировая премьера фильма состоялась 22 мая 2022 года на 75-м Каннском кинофестивале в программе 54-го Двухнедельника режиссёров. В украинском прокате — с 23 марта 2023 года. 22 июня 2023 года фильм вышел на стриминговой платформе «Netflix», 25 ноября состоялась телевизионная премьера на канале «1+1». Лента получила главный приз Каирского международного кинофестиваля, гран-при Киевского международного кинофестиваля «Молодость», стала участницей многих международных кинофестивалей. «Памфир» назван в числе лучших фильмов 2023 года по версии британского «The Guardian».
Главную роль сыграл Александр Яцентюк. Фильм был снят до начала вторжения России на Украину и «стал одним из важнейших художественных высказываний о нынешней Украине – о несокрушимом духе и силе к жизни».

## Сюжет
Главный герой, Памфир, —  бывший контрабандист и хороший семьянин, возвращается в родную деревню на Западной Украине после нескольких лет работы за границей. Он принимает решение начать зарабатывать на жизнь честным трудом и подать этим хороший пример своему сыну-подростку Назарю. Главные события происходят на Буковине накануне традиционного карнавала Маланки. Но в регионе коррупция является неотъемлемой частью всех сфер жизни, а преступность и религия неразрывно связаны между собой. Организованную преступность возглавляет Орест Иванович Мордовский по фамилии «Морда», по совместительству — руководитель местного лесоохранного предприятия. Благородным планам Памфира не суждено было осуществиться из-за инцидента с участием его сына: Назар хочет задержать отца дома и поджигает его документы, а вместе с ними невольно и местный дом молитвы. Теперь, чтобы возместить причинённый ущерб, Памфир вынужден восстановить связь со своим неспокойным прошлым, вернуться к криминалу, стать членом преступной группировки и снова заняться контрабандой.

## Над фильмом работали

### Актёры
- Александр Яцентюк — Леонид (Памфир)
- Станислав Потяк — Назар, сын Леонида
- Соломия Кирилова — Елена[К 1], супруга Леонида
- Елена Хохлаткина — мать Леонида
- Мирослав Маковийчук — отец Леонида
- Иван Шаран[укр.] — Виктор, младший брат Памфира
- Александр Ярема — Орест («Морда»)
- Андрей Кирильчук — Бобул, участковый
- Игорь Данчук — пастор Андрей
- Пётр Чичук — Василий, лесник
- Виталий Боюк — Коля, близнец
- Александр Боюк — Толя, близнец
- Катерина Тисяк — Ангелина
- Виктор Барановский — Щур[К 2]
- Галина Свята — пограничник
- Георгий Поволоцкий — Бизон, пограничник
- Алексей Лейбюк[укр.] — Акела
- Владимир Лютиков — пограничник
- Виталий Коваль — Пётр, пограничник
- Зиновий Симчич — священик
- Игорь Демьянюк
- Римма Зюбина — ведущая телевизионного концерта по заявкам

### Съёмочная группа
В создании фильма принимали участие представители Украины, Франции, Польши и Чили. Производство фильма осуществила компания BOSONFILM совместно с Les Films d'ici, MADANTS, Quijote и в партнерстве с Mainstream pictures.
- Автор сценария — Дмитрий Сухолиткий-Собчук[укр.]
- Режиссёр-постановщик — Дмитрий Сухолиткий-Собчук
- Оператор-постановщик — Никита Кузьменко
- Художник-постановщик — Иван Михайлов
- Художник по костюмам — Мария Квитка[укр.]
- Художник по гриму — Мария Пилунская
- Звукорежиссёр — Сергей Степанский
- Спецэффекты — Денис Рева
- Продюсеры: Александра Костина, Евгения Яцута, Алёна Тимошенко, Артём Колюбаев[укр.], Лаура Бриан, Клаудиа Смея, Бонья Шевчик, Джанкарло Наси.

## Производство

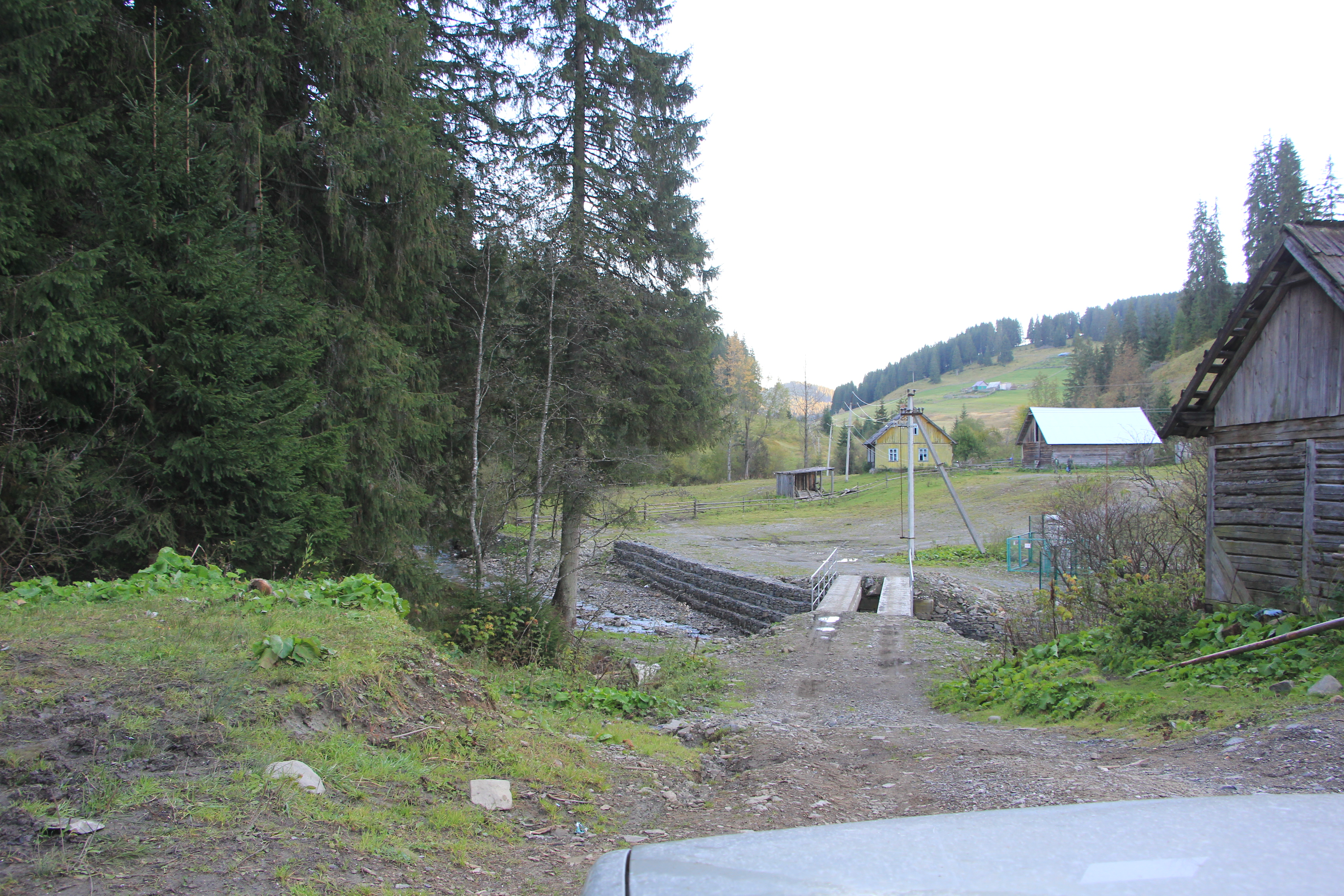
Село Сарата в Черновицкой области.

Первый наброски сценария будущего фильма были написан в 2016 году, когда режиссёр Дмитрий Сухолиткий-Собчук с кратким рассказом принимал участие в работе мастерской TorinoFilmLab. После этого в работе над фильмом произошла пауза, связанная с работой Дмитрия Сухолиткого-Собчука над короткометражным фильмом Штангист.
С мая 2018 года к работе над фильмом присоединилась продюсер Александра Костина. Первое время работа шла совместно, однако в конце концов функции были разделены на творческие и продюсерские. Следующий этап в работе со сценарием пришёлся на время работы Каннского кинофестиваля 2019 года. Тогда в рамках программы Cinefondation шести авторам была предоставлена возможности жить и работать в Париже, получать различные консультации. Проект разрабатывался в сценарных мастерских TorinoFilmLab (Script&Pitch) и Midpoint Intensive. Итогом работы стала презентация проектов в павильоне Cinema du monde. Проект получил внимание и нашёл французских партнёров, в частности компанию Les Films D'Ici и сопродюссера Лауру Бриан.
В 2019 году Памфир стал одним из победителей 11-го конкурсного отбора Государственного агентства Украины по вопросам кино и получил финансовую поддержку от государства. Лента также получила поддержку Польского института кино, швейцарского фонда «Visions Sud Est», европейского фонда экспериментального кино «Hubert Bals Fund», французского национального центра кино «CNC Aide aux cínemas du monde», международного фонда «Goteborg Film Fund» и Черновицкой областной государственной администрации. Разработка проекта осуществлялась при поддержке Украинского культурного фонда.
Съёмки проходили с октября 2020 года в условиях самоизоляции в Карпатах и на Буковине, где актёры до этого прожили три месяца для более глубокого погружения в роль. Актёры овладели местным диалектом — записывали на нём историю своего дня, вели дневники героев об их предпочтениях, отношениях с другими персонажами и т. д.
Съемкам предшествовали экспедиции, которые привносили на съёмочную площадку аутентичные элементы. Например, способ сушки сена в виде лабиринта, который встретили в селе Сарата, был воссоздан художниками-постановщиками в доме родителей Памфира по фотографиям.
Камера оператора-постановщика Никиты Кузьменко «навязчиво преследует героев, иногда приближаясь к некомфортной близости, или кружит среди людей, украдкой на них поглядывая. Иногда это неожиданно выбранные обрамления: большое зеркало (для секса Елены и Леонида), маленькое зеркало заднего вида в машине (первое знакомство с Мордой) или окошечко в конюшне (когда телится корова)». Операторская работа была отдельно отмечена на кинофестивале независимого кино «Raindance» в Лондоне, на национальном конкурсе «Золотая дзига» в 2023 году.
Одну из сцен деревне снимали более чем в десяти разных местах.

### Работа с актерами
Основные актёры во время подготовки к съёмкам жили в аутентичной обстановке, занимались хозяйственными делами, пасли коров, ходили на рынок, знакомились с людьми и т.д. Всё это делалось от лица героев фильма, что позволяло проверить, насколько актёры вжились в роли своих персонажей. Актёры овладели новыми профессиями: Саломея Кириллова для убедительности своей героини в кадре проработала на настоящем конвейере в течение полной недели, а Андрей Кирильчук провёл месяц в полицейском участке в Ивано-Франковске.
Для роли Яцентюк поправился на 18 килограммов, а Иван Шаран похудел на 10 кг.
Кроме профессиональных актёров, к съёмке массовых сцен привлекли и местное население.

## Образы

### Памфир
Название фильма отсылает к прозвищу, которое главный герой получил в своей деревне от дела. В фильме раскрыта история самого Памфира.
На вопрос о протипе главного героя режиссёр отвечает: «У меня это так происходит, если я делаю кино, то это всегда собирательный образ. Если говорит о нём, то есть какие-то черты, которые принёс сам главный герой, исполнитель главной роли Александр Яцентюк, а какие-то считал и перенял от других людей. Поэтому сказать, что был конкретный человек, ставший прообразом, — я бы так однозначно не утверждал. Это сборная субстанция».

### Маланка

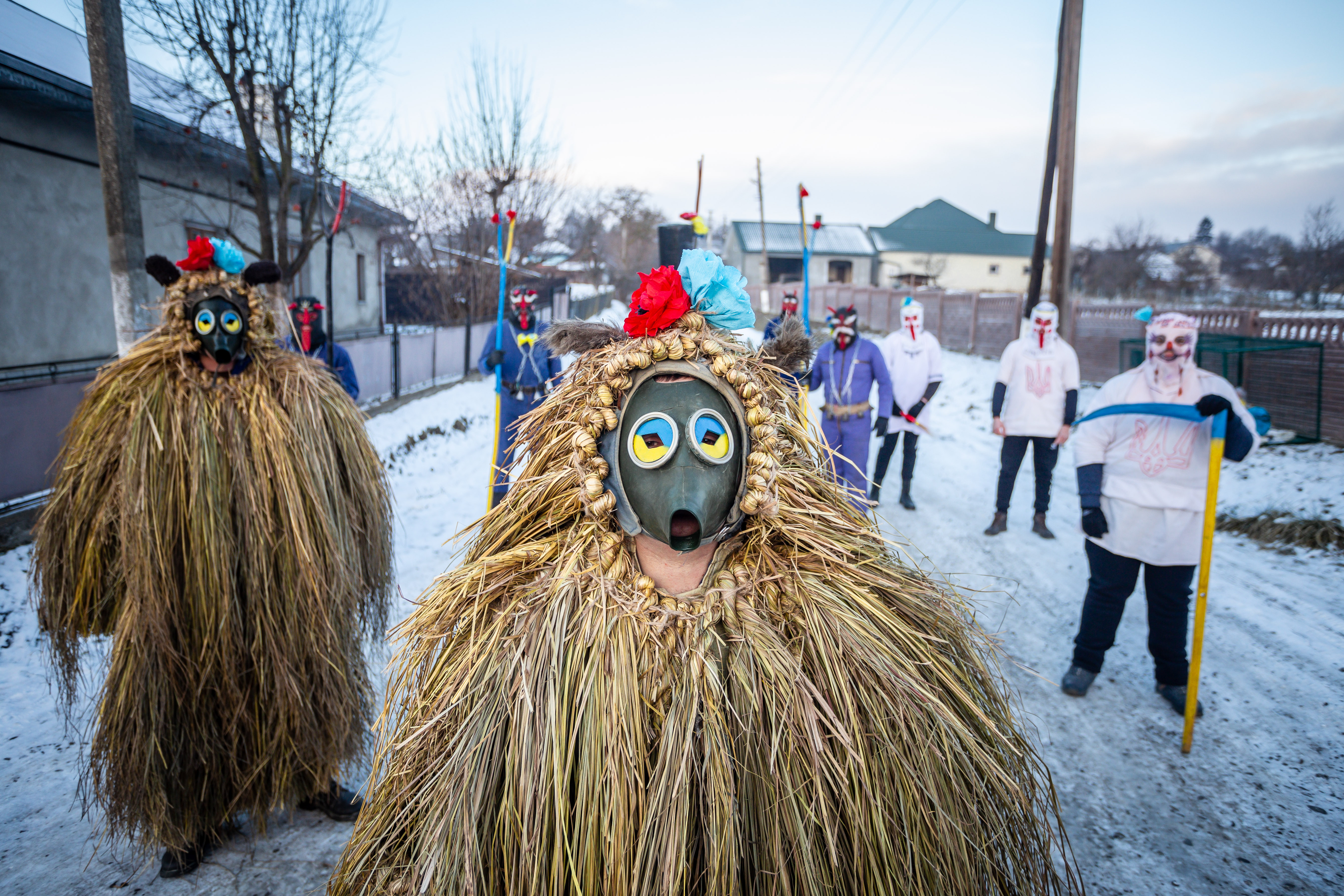
Маланка в селе Белелуя в январе 2022 года.

Образ Маланки в фильме режиссёр определяет как «яркий бриллиант в палитре». Это очередное обращение к празднику в творчестве Дмитрия Сухолицкого-Собчука — в 2013 году была документальная работа Красна Маланка, в которой исследовалось единение праздника с людьми и природой.
Показанный в Памфире праздник является компиляцией карнавала в трёх разных населённых пунктах: Белелуя, Вашковцы и Красноильск. Над отдельными элементами работали народные мастера, художники-декораторы, например, Владимир Чёрный.
Знакомство с Маланкой для Александра Яцентюка началось за год до съемок, когда он посетил карнавал на фестивале «Маланка» в Черновцах.

## Язык
Поскольку в ленте герои говорят на буковинском диалекте, в национальном прокате лента вышла с украинскими субтитрами.
«Пиратский» перевод фильма на русский язык режиссёр воспринял отрицательно: «В этом есть один плюс — они вообще не поняли диалект, перевёрнутый смысл даже элементарных предложений. Между нами и нашими культурами бездна! Им нас не понять».

## Фестивали
Фильм вошёл в число 23 игровых фильмов со всего мира, которые были отобраны для участия в программе 54-го Двухнедельника режиссёров — параллельной программе 75-го Каннского кинофестиваля. Лента демонстрировалась наряду с работами других участников программы 2022 года: Род мужской (режиссёр Алекс Гарленд), Скарлет (Пьетро Марчелло), Одним прекрасным утром (Миа Хансен-Лове) и других. Показ картины в Каннах 22 мая 2022 года стал мирофой премьерой Памфира. На дебютном показе присутствовали президент Европейской киноакадемии Агнешка Холланд, председатель Государственного агентства Украины по вопросам кино Марина Кудерчук и другие. СМИ отметили продолжительные, более шести минут, овации по завершении показа.
По мнению режиссера, вопрос о показе фильма на фестивале, в котором принимают участие и россияне, не стоял: «Если мы будем разворачиваться и уходить из всех мероприятий, куда приглашают россиян, это просто означает, что мы лишим себя своего голоса, своей позиции, возможности говорить с миром о войне. Для меня это скорее лишение себя возможности говорить с миром о войне. В Каннах нас отобрала не только одна программа, предложений было несколько — и стало понятно, что если мы пойдём, нас никто не будет спрашивать о кино, нас будут спрашивать о нас. И наш голос станет оружием, которое нужно использовать, чтобы говорить о том, что происходит в стране».

## Прокат
В украинский прокат лента вышла 23 марта 2023 года.
За семь недель украинского проката «Памфир» собрал 77 499 зрителей, а кассовые сборы ленты составили более 11 миллионов гривен. Лидером проката стал Киев, на который пришлось почти 53% кассовых сборов. При этом больше всего зрителей пришло в кинотеатр Жовтень – 10 117 человек на 80 сеансах. На втором месте — Львов (20,62%), далее с большим отставанием — Ивано-Франковск, Одесса и Днепр.
22 июня 2023 года, после украинского проката, фильм вышел на стриминговой платформе Netflix с субтитрами на английском языке.
В июне 2023 года, к празднику Ивана Купала, в экспозиции «Карпаты» Музея народной архитектуры и быта Украины открылась выставка «Домой к Памфиру», посвящённая фильму. В коллекцию вошли костюмы, реквизит, обрядовые маски, эскизы и раскадровки сцен фильма. Посетители получили доступ к просмотру фото- и видеоматериалов о создании кинокартины, о народной традиции Маланки. В рамках события состоялся и просмотр фильма под открытым небом.

## Критика
Кинематографический портал Cineuropa поставил картину на 16 место в списке лучших 25 фильмов 2022 года: «Памфир — это оригинальный украинский фильм, который выделяется среди других тем, что не только говорит о войне (здесь присутствует линия боевых действий на Востоке), но также рассказывает историю семейной трагедии, легко срезонированной многим зрителям из других стран». В июне 2023 года британское издание The Guardian включило ленту «Памфир» в список 37 лучших лент 2023 года.

## Награды и номинации
| Список наград и номинаций | Список наград и номинаций                         | Список наград и номинаций                                                         | Список наград и номинаций                                                                                        | Список наград и номинаций | Список наград и номинаций | Список наград и номинаций |
| Год                       | Кинофестиваль / Кинопремия                        | Категория                                                                         | Номинант(ы) | Результат                 | И                         |                           |
| ------------------------- | ------------------------------------------------- | --------------------------------------------------------------------------------- | --- | ------------------------- | ------------------------- | ------------------------- |
| 2022                      | Каннский кинофестиваль — Двухнедельник режиссёров | Золотая камера                                                                    | Дмитрий Сухолиткий-Собчук                                                                                        | Номинация                 | [ 12 ] [ 33 ]             |                           |
| 2022                      | Киевский международный кинофестиваль «Молодость»  | Гран-при                                                                          | Дмитрий Сухолиткий-Собчук                                                                                        | Победа                    |                           |                           |
| 2022                      | Киевский международный кинофестиваль «Молодость»  | Специальный диплом жюри в конкурсной программе национального художественного кино | Дмитрий Сухолиткий-Собчук                                                                                        | Победа                    |                           |                           |
| 2022                      | Национальная премия кинокритиков «Кинокруг»       | Лучший полнометражный игровой фильм                                               | фильм | Победа                    |                           |                           |
| 2022                      | Национальная премия кинокритиков «Кинокруг»       | Лучший режиссёр                                                                   | Дмитрий Сухолиткий-Собчук                                                                                        | Победа                    |                           |                           |
| 2022                      | Национальная премия кинокритиков «Кинокруг»       | Открытие года                                                                     | Дмитрий Сухолиткий-Собчук                                                                                        | Победа                    |                           |                           |
| 2022                      | Национальная премия кинокритиков «Кинокруг»       | Лучший сценарий                                                                   | Дмитрий Сухолиткий-Собчук                                                                                        | Победа                    |                           |                           |
| 2022                      | Национальная премия кинокритиков «Кинокруг»       | Лучший актёр                                                                      | Александр Яцентюк                                                                                                | Победа                    |                           |                           |
| 2022                      | Национальная премия кинокритиков «Кинокруг»       | Лучшая актриса                                                                    | Соломия Кирилова                                                                                                 | Номинация                 |                           |                           |
| 2022                      | Каирский международный кинофестиваль              | Лучший фильм                                                                      | Дмитрий Сухолиткий-Собчук                                                                                        | Победа                    |                           |                           |
| 2022                      | Филадельфийский кинофестиваль                     | Почётное упоминание за лучшую операторскую работу                                 | Никита Кузьменко                                                                                                 | Победа                    |                           |                           |
| 2022                      | Raindance Film Festival                           | Лучшая операторская работа                                                        | Никита Кузьменко                                                                                                 | Победа                    |                           |                           |
| 2022                      | Туринский кинофестиваль                           | Приз зрительских симпатий Ахилле Валдаты                                          | Дмитрий Сухолиткий-Собчук                                                                                        | Победа                    |                           |                           |
| 2022                      | Кинофестиваль Придунайских стран                  | Лучший сценарий                                                                   | Дмитрий Сухолиткий-Собчук                                                                                        | Победа                    |                           |                           |
| 2022                      | Палицкий кинофестиваль                            | Приз ФИПРЕССИ                                                                     | Дмитрий Сухолиткий-Собчук                                                                                        | Победа                    | [ 34 ]                    |                           |
| 2022                      | Палицкий кинофестиваль                            | Приз «Башня Палича» лучшему режиссёру                                             | Дмитрий Сухолиткий-Собчук                                                                                        | Победа                    | [ 34 ]                    |                           |
| 2022                      | Международный кинофестиваль в Сантьяго            | Лучший иностранный актёр                                                          | Александр Яцентюк                                                                                                | Победа                    |                           |                           |
| 2022                      | Viennale                                          | Приз читательского жюри «Der Standard»                                            | Дмитрий Сухолиткий-Собчук                                                                                        | Победа                    |                           |                           |
| 2023                      | Кливлендский международный кинофестиваль          | Конкурс фильмов мемориала Грега Ганда                                             | Дмитрий Сухолиткий-Собчук                                                                                        | Победа                    |                           |                           |
| 2023                      | Премия «Чёрный лотос»                             | Лучший фильм                                                                      | Дмитрий Сухолиткий-Собчук                                                                                        | Победа                    | [ 35 ] [ 36 ]             |                           |
| 2023                      | Золотая дзига                                     | Открытие года                                                                     | Дмитрий Сухолиткий-Собчук («Памфир»)                                                                             | Победа                    | [ 37 ]                    |                           |
| 2023                      | Золотая дзига                                     | Лучший фильм                                                                      | режиссёр Дмитрий Сухолиткий-Собчук, продюсеры Александра Костина, Евгения Яцута, Артём Колюбаев, Алёна Тимошенко | Победа                    | [ 37 ]                    |                           |
| 2023                      | Золотая дзига                                     | Лучшая режиссёрская работа (премия имени Ю. Г. Ильенко)                           | Дмитрий Сухолиткий-Собчук                                                                                        | Победа                    | [ 37 ]                    |                           |
| 2023                      | Золотая дзига                                     | Лучшая мужская роль                                                               | Александр Яцентюк                                                                                                | Победа                    | [ 37 ]                    |                           |
| 2023                      | Золотая дзига                                     | Лучшая женская роль                                                               | Соломия Кирилова                                                                                                 | Номинация                 | [ 37 ]                    |                           |
| 2023                      | Золотая дзига                                     | Лучшая мужская роль второго плана                                                 | Иван Шаран | Номинация                 | [ 37 ]                    |                           |
| 2023                      | Золотая дзига                                     | Лучшая мужская роль второго плана                                                 | Александр Ярема                                                                                                  | Номинация                 | [ 37 ]                    |                           |
| 2023                      | Золотая дзига                                     | Лучшая женская роль второго плана                                                 | Елена Хохлаткина                                                                                                 | Победа                    | [ 37 ]                    |                           |
| 2023                      | Золотая дзига                                     | Лучшая операторская работа                                                        | Никита Кузьменко                                                                                                 | Победа                    | [ 37 ]                    |                           |
| 2023                      | Золотая дзига                                     | Лучшая работа художника-постановщика                                              | Иван Михайлов | Победа                    | [ 37 ]                    |                           |
| 2023                      | Золотая дзига                                     | Лучший сценарий                                                                   | Дмитрий Сухолиткий-Собчук                                                                                        | Победа                    | [ 37 ]                    |                           |
| 2023                      | Золотая дзига                                     | Лучший дизайн костюмов                                                            | Мария Квитка | Победа                    | [ 37 ]                    |                           |
| 2023                      | Золотая дзига                                     | Лучший грим                                                                       | Мария Пилунская                                                                                                  | Победа                    | [ 37 ]                    |                           |
| 2023                      | Золотая дзига                                     | Лучший звук                                                                       | Сергей Степанский                                                                                                | Номинация                 | [ 37 ]                    |                           |
| 2023                      | Золотая дзига                                     | Лучшие специальные эффекты                                                        | Денис Рева | Победа                    | [ 37 ]                    |                           |